# (33634) Strickler
1999 JZ79 (asteroide 33634) é um asteroide da cintura principal. Possui uma excentricidade de 0.13935270 e uma inclinação de 6.98410º.
Este asteroide foi descoberto no dia 13 de maio de 1999 por LINEAR em Socorro.